# Grădina Rașca
Grădina Rașca din București a fost unul dintre cele mai vizitate locuri de petrecere din a doua jumătate a secolului al XIX-lea, atât pentru oamenii simpli, cât și pentru celebritățile timpului.
Grădina a fost deschisă de cehul Hrtschka în anul 1860, pe Strada Nouă (în prezent Edgar Quinet) , pe locurile unde astăzi se ridică Facultatea de Arhitectură și o parte a Universității, mai exact aripa Facultății de Matematică.
Ziaristul francez Ulysse de Marsillac, autorul lucrării Guide du voyageur à Bucarest, apărută în anul 1877, face referire la Grădina Rașca afirmând că este "singura unde te poți plimba ascultând muzică. În fiecare seară, grădina este iluminată și, în zilele de sărbătoare, iluminatul este strălucitor. O stea mare din sticlă multicoloră și palmieri de tablă purtând globuri colorate în loc de fructe anunțau marile serate. Mesele luminate de o lumânare protejată de un manșon de sticlă primesc consumatorii care pot, după voie, să cineze sau să bea bere, limonadă etc."
În restaurant, pe lângă bucătăria delicioasă, "se putea juca biliard, se bea multă bere și se asculta muzică. Până târziu în noapte cânta orchestra lui Ludovic Wiest și, uneori, muzica militară".
În grădina Rașca exista și o scenă, pe care s-au jucat numeroase piese de teatru, majoritatea străine, dar și piesele O noapte furtunoasă și Conu Leonida față cu reacțiunea (premiera 22 iulie 1880) de Ion Luca Caragiale, precum și Manasse de Ronetti-Roman.
Tot la grădina Rașca a fost angajat pentru o perioadă și "Prințul operetei" Nicolae Leonard, care a apărut într-o serie de operete prezentate pe această scenă.
La 12 iulie 1906, ziarul Dimineața își anunța cititorii că peste trei zile puteau viziona în Gradina Rașca comedia „Odăi mobilate”, plătind doar jumătate din prețul biletului, adică 6 lei la lojă, în loc de 12 lei și 50 de bani un loc la mese, față de 1 leu, cât costa de obicei. Spre comparație, un salariu mediu era de circa 200 lei.
Istețimea „bucureștenească”, spre dreapta păstrare a regulilor de pronunție românească, l-a autohtonizat pe Hrtschka, făcându-l notoriu sub numele „Rașca”.
Această autohtonizare a numelor străine nu este singulară: Hohenzollern devenea „Hopințoale”, Berthelot era numit „Burtalău” etc..